# Finnországi választások
A finnországi választások helyi, országos és uniós szinten zajlanak. 
A négyévente sorra kerülő helyi (önkormányzati) szintű választások során a polgárok a 412 önkormányzatban helyi tanácsot (finnül: kunnanvaltuusto, svédül: kommunfullmäktige) választanak, amely aztán végrehajtó bizottságot és önkormányzati menedzsert (polgármestert nevez ki).
Országos szinten a polgárok hatévente köztársasági elnököt választanak, négyévenként pedig megválasztják a parlament (finnül eduskunta, svédül riksdagen) 200 tagját.
Finnország mint az Európai Unió tagja képviselőket küld az Európai Parlamentbe. Az országnak – népességarányának megfelelően – 13 EP-képviselője van. Ezeket a többi EU-tagországgal egyidőben, ötévente választják meg a finn szavazópolgárok.